# Bence Demeter
Bence Demeter (ur. 20 marca 1990 w Székesfehérvárze) – węgierski pięcioboista, wielokrotny mistrz świata i Europy, olimpijczyk z Rio de Janeiro.

## Przebieg kariery
Debiutował w 2006 roku występem na mistrzostwach świata juniorów w Szanghaju, brał udział w indywidualnej rywalizacji, gdzie odpadł w kwalifikacjach po zajęciu 17. pozycji. W swojej karierze kilkakrotnie zdobywał medale mistrzostw rangi juniorów. Udało mu się tego dokonać na mistrzostwach świata juniorów w 2010 i 2011 roku (zdobył dwa złote medale) a także na mistrzostwach Europy juniorów w 2011 (zdobył złoty i brązowy medal).
W 2009 po raz pierwszy w karierze uczestniczył w międzynarodowej imprezie medalowej rangi seniorów. Na mistrzostwach świata rozgrywanych w Londynie zajął w eliminacjach 14. pozycję i nie zakwalifikował się do fazy finałowej. W 2011 otrzymał złoty medal mistrzostw Europy w konkurencji sztafety, jak również wywalczył tytuł wicemistrza świata w rywalizacji drużyn. Rok później sięgnął po dwa medale mistrzostw Europy – indywidualnie brąz i drużynowo srebro. W latach 2013–2014 otrzymał kolejne dwa złote medale mistrzostw świata.
W 2016 wziął udział w rozgrywanych w Rio de Janeiro letnich igrzyskach olimpijskich. W ramach olimpijskich zmagań zajął 17. pozycję z wynikiem 1430 punktów.

## Osiągnięcia
| Rok     | Zawody                      | Miasto           | Miejsce | Konkurencja       |
| ------- | --------------------------- | ---------------- | ------- | ----------------- |
| 2006    | Mistrzostwa świata juniorów | Szanghaj         | 17. Q   | indywidualnie     |
| 2007    | Mistrzostwa Europy juniorów | Budapeszt        | 12.     | indywidualnie     |
| 2007    | Mistrzostwa Europy juniorów | Budapeszt        | 6.      | sztafeta          |
| 2007    | Mistrzostwa świata juniorów | Caldas da Rainha | 21. Q   | indywidualnie     |
| 2007    | Mistrzostwa świata juniorów | Caldas da Rainha | 15.     | sztafeta          |
| 2008    | Mistrzostwa świata juniorów | Kair             | 14.     | indywidualnie     |
| 2009    | Mistrzostwa świata juniorów | Kaohsiung        | 5.      | indywidualnie     |
| 2009    | Mistrzostwa świata          | Londyn           | 14. Q   | indywidualnie     |
| 2010    | Mistrzostwa Europy juniorów | Golegã           | 9.      | indywidualnie     |
| 2010    | Mistrzostwa Europy juniorów | Golegã           | 8.      | sztafeta          |
| 2010    | Mistrzostwa świata juniorów | Székesfehérvár   | 1.      | indywidualnie     |
| 2010    | Mistrzostwa świata juniorów | Székesfehérvár   | 4.      | sztafeta          |
| 2011    | Mistrzostwa Europy          | Medway           | 19.     | indywidualnie     |
| 2011    | Mistrzostwa Europy          | Medway           | 4.      | drużynowo         |
| 2011    | Mistrzostwa Europy          | Medway           | 1.      | sztafeta          |
| 2011    | Mistrzostwa świata          | Moskwa           | 6.      | indywidualnie     |
| 2011    | Mistrzostwa świata          | Moskwa           | 2.      | drużynowo         |
| 2011    | Mistrzostwa świata          | Moskwa           | 10.     | sztafeta mieszana |
| 2011    | Mistrzostwa Europy juniorów | Drzonków         | 1.      | indywidualnie     |
| 2011    | Mistrzostwa Europy juniorów | Drzonków         | 3.      | sztafeta mieszana |
| 2011    | Mistrzostwa świata juniorów | Buenos Aires     | 4.      | indywidualnie     |
| 2011    | Mistrzostwa świata juniorów | Buenos Aires     | 1.      | sztafeta mieszana |
| 2012    | Mistrzostwa świata          | Rzym             | 13.     | indywidualnie     |
| 2012    | Mistrzostwa świata          | Rzym             | 12.     | sztafeta          |
| 2012    | Mistrzostwa Europy          | Sofia            | 3.      | indywidualnie     |
| 2012    | Mistrzostwa Europy          | Sofia            | 2.      | drużynowo         |
| 2013    | Mistrzostwa Europy          | Drzonków         | 1.      | drużynowo         |
| 2013    | Mistrzostwa Europy          | Drzonków         | 15.     | indywidualnie     |
| 2013    | Mistrzostwa świata          | Kaohsiung        | 14.     | indywidualnie     |
| 2013    | Mistrzostwa świata          | Kaohsiung        | 1.      | sztafeta          |
| 2014    | Mistrzostwa Europy          | Székesfehérvár   | 8.      | indywidualnie     |
| 2014    | Mistrzostwa Europy          | Székesfehérvár   | 1.      | drużynowo         |
| 2014    | Mistrzostwa Europy          | Székesfehérvár   | 7.      | sztafeta mieszana |
| 2014    | Mistrzostwa świata          | Warszawa         | 8.      | indywidualnie     |
| 2014    | Mistrzostwa świata          | Warszawa         | 1.      | drużynowo         |
| 2014    | Mistrzostwa świata          | Warszawa         | 10.     | sztafeta mieszana |
| 2015    | Mistrzostwa świata          | Berlin           | 19. Q   | indywidualnie     |
| 2015    | Mistrzostwa świata          | Berlin           | 8.      | drużynowo         |
| 2015    | Mistrzostwa Europy          | Bath             | 35.     | indywidualnie     |
| 2015    | Mistrzostwa Europy          | Bath             | 6.      | drużynowo         |
| 2016    | Mistrzostwa świata          | Moskwa           | 11.     | indywidualnie     |
| 2016    | Mistrzostwa świata          | Moskwa           | 5.      | drużynowo         |
| 2016    | Mistrzostwa Europy          | Sofia            | 15.     | indywidualnie     |
| 2016    | Letnie igrzyska olimpijskie | Rio de Janeiro   | 17.     | indywidualnie     |
| 2017    | Mistrzostwa Europy          | Mińsk            | 4.      | indywidualnie     |
| 2017    | Mistrzostwa Europy          | Mińsk            | 1.      | drużynowo         |
| 2017    | Mistrzostwa świata          | Kair             | 20. Q   | indywidualnie     |
| 2018    | Mistrzostwa Europy          | Székesfehérvár   | 5.      | indywidualnie     |
| 2018    | Mistrzostwa Europy          | Székesfehérvár   | 2.      | drużynowo         |
| 2018    | Mistrzostwa Europy          | Székesfehérvár   | 3.      | sztafeta mieszana |
| 2018    | Mistrzostwa świata          | Meksyk           | 12.     | indywidualnie     |
| 2018    | Mistrzostwa świata          | Meksyk           | 8.      | drużynowo         |
| 2019    | Mistrzostwa Europy          | Bath             | 7.      | indywidualnie     |
| 2019    | Mistrzostwa Europy          | Bath             | 5.      | drużynowo         |
| 2019    | Mistrzostwa świata          | Budapeszt        | 13.     | indywidualnie     |
| 2019    | Mistrzostwa świata          | Budapeszt        | 2.      | drużynowo         |
| 2021    | Mistrzostwa świata          | Egipt            | 9.      | indywidualnie     |
| 2021    | Mistrzostwa świata          | Egipt            | 1.      | drużynowo         |
| 2021    | Mistrzostwa Europy          | Niżny Nowogród   | 3.      | indywidualnie     |
| 2021    | Mistrzostwa Europy          | Niżny Nowogród   | 1.      | drużynowo         |
| Źródło: |                             |                  |         |                   |